# FC Bayern München in het seizoen 2019/20
Dit artikel beschrijft de prestaties van de Duitse voetbalclub Bayern München in het seizoen 2019/20. Dit was hun 121ste seizoen in het bestaan en hun 55ste opeenvolgende seizoen op het hoogste niveau van Duitsland, de Bundesliga. Bayern München nam daarnaast ook deel aan de Champions League en de DFB-Pokal. Omdat Bayern München in het seizoen 2018/19 de Bundesliga won, speelde het ook in de DFL-Supercup.
Oorspronkelijk liep dit seizoen voor Bayern München van 1 juli 2019 tot en met 30 juni 2020. Door de gevolgen van de coronapandemie werden de wedstrijd vanaf 13 maart uitgesteld en gespeeld tussen mei en augustus. Ook werden die wedstrijden zonder publiek gespeeld. In die wedstrijden mocht elk team ook vijf wissels doorvoeren in plaats van drie. Bayern München won de Bundesliga, de DFB-Pokal en de Champions League, waardoor Bayern München de tweede Europese club werd die voor de tweede keer de treble won, nadat zij deze ook al in het seizoen 2012/13 wonnen.

## Selectie
| No.           | Naam                 | Nationaliteit    | Geboortedatum | Sinds | Vorige club              |
| ------------- | -------------------- | ---------------- | ------------- | ----- | ------------------------ |
| Keepers       |                      |                  |               |       |                          |
| 1             | Manuel Neuer         | Duitsland        | 19-03-1986    | 2011  | FC Schalke 04            |
| 26            | Sven Ulreich         | Duitsland        | 03-08-1988    | 2015  | VfB Stuttgart            |
| 36            | Christian Früchtl    | Duitsland        | 28-01-2000    | 2014  | Eigen jeugd              |
| 39            | Ron-Thorben Hoffmann | Duitsland        | 04-04-1999    | 2015  | Eigen jeugd              |
| Verdedigers   |                      |                  |               |       |                          |
| 2             | Álvaro Odriozola     | Spanje           | 14-12-1995    | 2020  | Real Madrid (gehuurd)    |
| 4             | Niklas Süle          | Duitsland        | 03-09-1995    | 2017  | 1899 Hoffenheim          |
| 5             | Benjamin Pavard      | Frankrijk        | 28-03-1996    | 2019  | VfB Stuttgart            |
| 17            | Jérôme Boateng       | Duitsland        | 03-09-1988    | 2011  | Manchester City          |
| 19            | Alphonso Davies      | Canada           | 02-11-2000    | 2019  | Vancouver Whitecaps      |
| 21            | Lucas Hernández      | Frankrijk        | 14-02-1996    | 2019  | Atlético Madrid          |
| 27            | David Alaba          | Oostenrijk       | 24-06-1992    | 2017  | 1899 Hoffenheim          |
| 33            | Lukas Mai            | Duitsland        | 31-03-2000    | 2014  | Eigen jeugd              |
| 41            | Chris Richards       | Verenigde Staten | 28-03-2000    | 2018  | FC Dallas                |
| 43            | Bright Arrey-Mbi     | Duitsland        | 26-03-2003    | 2019  | Eigen jeugd              |
| Middenvelders |                      |                  |               |       |                          |
| 6             | Thiago               | Spanje           | 11-04-1991    | 2013  | FC Barcelona             |
| 8             | Javi Martínez        | Spanje           | 02-09-1988    | 2012  | Athletic Bilbao          |
| 10            | Philippe Coutinho    | Brazilië         | 12-06-1992    | 2019  | FC Barcelona (gehuurd)   |
| 11            | Michaël Cuisance     | Frankrijk        | 16-08-1999    | 2019  | Borussia Mönchengladbach |
| 18            | Leon Goretzka        | Duitsland        | 06-06-1995    | 2018  | Schalke 04               |
| 24            | Corentin Tolisso     | Frankrijk        | 03-08-1994    | 2018  | Olympique Lyon           |
| 28            | Sarpreet Singh       | Nieuw-Zeeland    | 20-02-1999    | 2019  | Wellington Phoenix       |
| 32            | Joshua Kimmich       | Duitsland        | 08-02-1995    | 2015  | RB Leipzig               |
| 34            | Oliver Batista Meier | Duitsland        | 16-02-2001    | 2016  | Eigen jeugd              |
| 37            | Paul Will            | Duitsland        | 01-03-1999    | 2018  | Eigen jeugd              |
| 42            | Jamal Musiala        | Duitsland        | 26-02-2003    | 2019  | Eigen jeugd              |
| Aanvallers    |                      |                  |               |       |                          |
| 9             | Robert Lewandowski   | Polen            | 21-08-1988    | 2014  | Borussia Dortmund        |
| 14            | Ivan Perišić         | Kroatië          | 02-02-1989    | 2019  | Internazionale (gehuurd) |
| 15            | Jann-Fiete Arp       | Duitsland        | 06-01-2000    | 2019  | Hamburger SV             |
| 16            | Leon Dajaku          | Duitsland        | 12-04-2001    | 2019  | VfB Stuttgart            |
| 22            | Serge Gnabry         | Duitsland        | 14-07-1995    | 2017  | 1899 Hoffenheim          |
| 25            | Thomas Müller        | Duitsland        | 13-09-1989    | 2000  | Eigen jeugd              |
| 29            | Kingsley Coman       | Frankrijk        | 13-06-1996    | 2017  | Juventus FC              |
| 35            | Joshua Zirkzee       | Nederland        | 22-05-2001    | 2017  | Eigen jeugd              |
| 38            | Kwasi Okyere Wriedt  | Ghana            | 10-07-1994    | 2017  | VfL Osnabrück            |
| 40            | Malik Tillman        | Duitsland        | 28-05-2002    | 2015  | Eigen jeugd              |

### Technische staf
|                   |                          |               |                 |                                                        |
| Functie           | Naam                     | Nationaliteit | Sinds           | Opmerking                                              |
| Hoofdtrainer      | Niko Kovač               | Kroatië       | 1 juli 2018     | Ontslagen op 3 november 2019.                          |
| Hoofdtrainer      | Hans-Dieter Flick (foto) | Duitsland     | 3 november 2019 | Assistent-trainer van 1 juli 2019 tot 2 november 2019. |
| Assistent-trainer | Danny Röhl               | Duitsland     | 6 augustus 2019 |                                                        |
| Assistent-trainer | Hermann Gerland          | Duitsland     | 4 november 2019 |                                                        |
| Assistent-trainer | Miroslav Klose           | Duitsland     | 1 juli 2020     |                                                        |
| Keeperstrainer    | Toni Tapalović           | Duitsland     | 1 juli 2011     |                                                        |
| Conditietrainer   | Holger Broich            | Duitsland     | 1 juli 2014     |                                                        |
| Fitnesstrainer    | Simon Martinello         | Italië        | 1 juli 2019     |                                                        |

## Resultaten
| Bundesliga | DFB-Pokal | DFL-Supercup        | Champions League |
| ---------- | --------- | ------------------- | ---------------- |
|            |           |                     |                  |
| Kampioen   | Winnaar   | Verliezend finalist | Winnaar          |

## Uitrustingen
Shirtsponsor(s): Deutsche Telekom

Sportmerk: adidas
| Thuis | Uit | Alternatief | Doelman | Thuiskleuren · vanaf 10 juni | Uitkleuren · vanaf 25 juli 2020 |

## Transfers

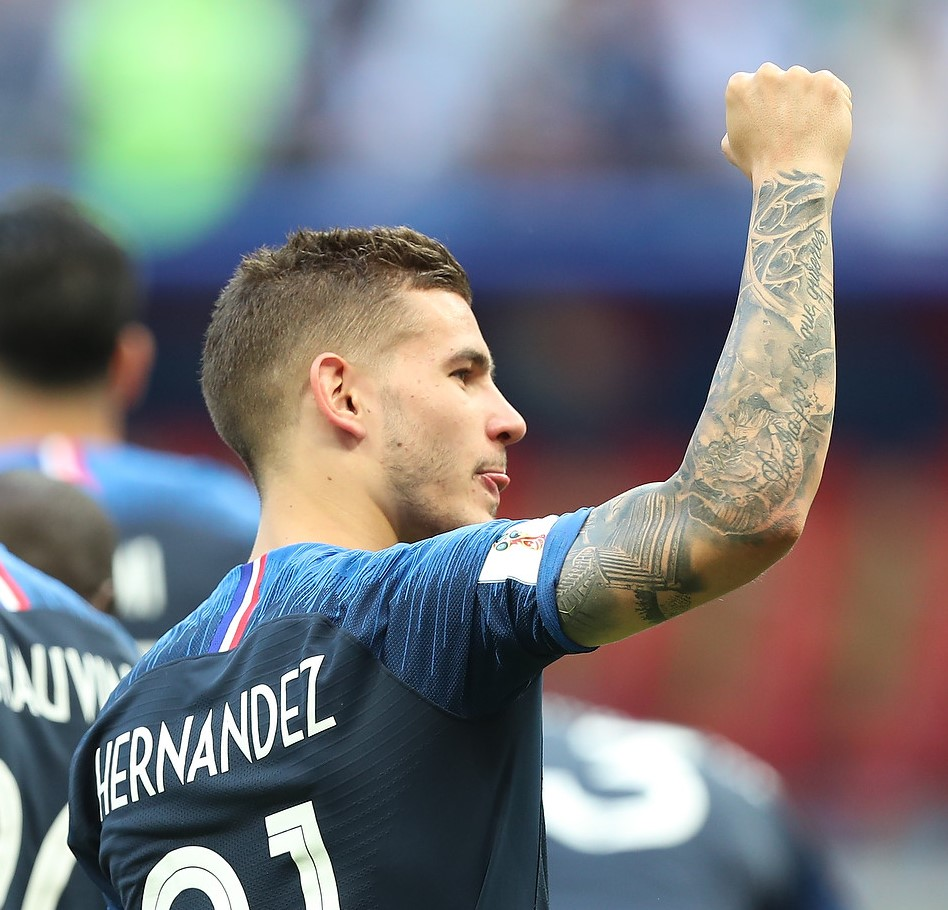
Hernández werd met zijn overstap van Atlético Madrid de duurste aankoop van Bayern München aller tijden.

### Zomer
| Naam              | Nationaliteit    | Van/naar                 | Bedrag        |
| ----------------- | ---------------- | ------------------------ | ------------- |
| Inkomend          |                  |                          |               |
| Lucas Hernández   | Frankrijk        | Atlético Madrid          | € 80.000.000  |
| Benjamin Pavard   | Frankrijk        | VfB Stuttgart            | € 35.000.000  |
| Michaël Cuisance  | Frankrijk        | Borussia Mönchengladbach | € 8.000.000   |
| Jann-Fiete Arp    | Duitsland        | Hamburger SV             | € 3.000.000   |
| Philippe Coutinho | Brazilië         | FC Barcelona             | Huur          |
| Ivan Perišić      | Kroatië          | Internazionale           | Huur          |
| Marco Friedl      | Oostenrijk       | Werder Bremen            | Einde huur    |
| TOTAAL UITGAVEN:  | TOTAAL UITGAVEN: | TOTAAL UITGAVEN:         | € 126.000.000 |
| Uitgaand          |                  |                          |               |
| Mats Hummels      | Duitsland        | Borussia Dortmund        | € 30.500.000  |
| Renato Sanches    | Portugal         | Lille OSC                | € 20.000.000  |
| Marco Friedl      | Oostenrijk       | Werder Bremen            | € 3.500.000   |
| Adrian Fein       | Duitsland        | Hamburger SV             | Huur          |
| Rafinha           | Brazilië         | CR Flamengo              | Transfervrij  |
| Franck Ribéry     | Frankrijk        | ACF Fiorentina           | Transfervrij  |
| Arjen Robben      | Nederland        | Pauze                    | Geen          |
| James Rodríguez   | Colombia         | Real Madrid              | Einde huur    |
| TOTAAL INKOMEN:   | TOTAAL INKOMEN:  | TOTAAL INKOMEN:          | € 54.000.000  |

### Winter
| Naam             | Nationaliteit | Van/naar    | Type |
| ---------------- | ------------- | ----------- | ---- |
| Inkomend         |               |             |      |
| Álvaro Odriozola | Spanje        | Real Madrid | Huur |

## DFL-Supercup

### Wedstrijden
| Wedstrijddetails                                                     | Thuisploeg                              | Uitslag        | Uitploeg       | Opstelling | Kaarten                                 |
| -------------------------------------------------------------------- | --------------------------------------- | -------------- | -------------- | --- | --------------------------------------- |
| Finale                                                               |                                         |                |                | |                                         |
| 3 augustus 2019 20:30 Signal Iduna Park Dortmund 81.365 toeschouwers | Borussia Dortmund                       | 2–0            | Bayern München | Neuer Kimmich, Süle, Boateng, Alaba (70' Sanches) Thiago (80' Pavard) Müller (66' Davies), Goretzka, Tolisso, Coman Lewandowski | 52' Boateng 59' Lewandowski 77' Kimmich |
| 3 augustus 2019 20:30 Signal Iduna Park Dortmund 81.365 toeschouwers | Sancho Alcácer 48' Guerreiro Sancho 69' | 1–0 2–0 Report |                | Neuer Kimmich, Süle, Boateng, Alaba (70' Sanches) Thiago (80' Pavard) Müller (66' Davies), Goretzka, Tolisso, Coman Lewandowski | 52' Boateng 59' Lewandowski 77' Kimmich |

## Bundesliga

### Eindstand
| Pos | Club                     | Gs | W  | G  | V  | Pnt | Dv  | Dt | Ds  |
| --- | ------------------------ | -- | -- | -- | -- | --- | --- | -- | --- |
| 1.  | Bayern München           | 34 | 26 | 4  | 4  | 82  | 100 | 32 | +68 |
| 2.  | Borussia Dortmund        | 34 | 21 | 6  | 7  | 69  | 84  | 41 | +43 |
| 3.  | RB Leipzig               | 34 | 18 | 12 | 4  | 66  | 81  | 37 | +44 |
| 4.  | Borussia Mönchengladbach | 34 | 20 | 5  | 9  | 65  | 66  | 40 | +26 |
| 5.  | Bayer 04 Leverkusen      | 34 | 19 | 6  | 9  | 63  | 61  | 44 | +17 |
| 6.  | TSG Hoffenheim           | 34 | 15 | 7  | 12 | 52  | 53  | 53 | 0   |
| 7.  | VfL Wolfsburg            | 34 | 13 | 10 | 11 | 49  | 48  | 46 | +2  |
| 8.  | SC Freiburg              | 34 | 13 | 9  | 12 | 49  | 48  | 46 | +2  |
| 9.  | Eintracht Frankfurt      | 34 | 13 | 6  | 15 | 45  | 59  | 60 | −1  |
| 10. | Hertha BSC               | 34 | 11 | 8  | 15 | 41  | 48  | 59 | −11 |
| 11. | 1. FC Union Berlin       | 34 | 12 | 5  | 17 | 41  | 41  | 58 | −17 |
| 12. | Schalke 04               | 34 | 9  | 12 | 13 | 39  | 38  | 58 | −20 |
| 13. | 1. FSV Mainz 05          | 34 | 9  | 12 | 13 | 37  | 44  | 65 | −21 |
| 14. | 1. FC Köln               | 34 | 10 | 6  | 18 | 36  | 44  | 65 | −21 |
| 15. | FC Augsburg              | 34 | 9  | 9  | 18 | 36  | 45  | 63 | −18 |
| 16. | Werder Bremen            | 34 | 8  | 7  | 19 | 31  | 42  | 69 | −27 |
| 17. | Fortuna Düsseldorf       | 34 | 6  | 12 | 16 | 30  | 36  | 71 | −31 |
| 18. | SC Paderborn             | 34 | 4  | 8  | 22 | 20  | 37  | 74 | −37 |

### Legenda
| Kleur | Kwalificatie voor                            |
| ----- | -------------------------------------------- |
|       | Champions League, Groepsfase                 |
|       | Winnaar DFB-Pokal, Groepsfase Europa League  |
|       | Groepsfase Europa League                     |
|       | Tweede voorronde Europa League               |
|       | Play-off om degradatie naar de 2. Bundesliga |
|       | Degradatie naar de 2. Bundesliga             |

### Overzicht
| Speeldag  | 1 | 2 | 3 | 4 | 5  | 6  | 7  | 8  | 9  | 10 | 11 | 12 | 13 | 14 | 15 | 16 | 17 | 18 | 19 | 20 | 21 | 22 | 23 | 24 | 25 | 26 | 27 | 28 | 29 | 30 | 31 | 32 | 33 | 34 |
| --------- | - | - | - | - | -- | -- | -- | -- | -- | -- | -- | -- | -- | -- | -- | -- | -- | -- | -- | -- | -- | -- | -- | -- | -- | -- | -- | -- | -- | -- | -- | -- | -- | -- |
| Resultaat | G | W | W | G | W  | W  | V  | G  | W  | V  | W  | W  | V  | V  | W  | W  | W  | W  | W  | W  | G  | W  | W  | W  | W  | W  | W  | W  | W  | W  | W  | W  | W  | W  |
| Punten    | 1 | 4 | 7 | 8 | 11 | 14 | 14 | 15 | 18 | 18 | 21 | 24 | 24 | 24 | 27 | 30 | 33 | 36 | 39 | 42 | 43 | 46 | 49 | 52 | 55 | 58 | 61 | 64 | 67 | 70 | 73 | 76 | 79 | 82 |
| Positie   | 8 | 6 | 2 | 4 | 2  | 1  | 3  | 3  | 2  | 4  | 3  | 3  | 4  | 7  | 5  | 3  | 3  | 2  | 2  | 1  | 1  | 1  | 1  | 1  | 1  | 1  | 1  | 1  | 1  | 1  | 1  | 1  | 1  | 1  |

### Wedstrijden
| Wedstrijddetails                                                              | Thuisploeg | Uitslag                            | Uitploeg                                                                                              | Opstelling | Kaarten                                                            |
| ----------------------------------------------------------------------------- | --- | ---------------------------------- | --- | --- | ------------------------------------------------------------------ |
| Heenronde                                                                     | |                                    | | |                                                                    |
| 16 augustus 2019 20:30 Allianz Arena München 75.000 toeschouwers              | Bayern München | 2–2                                | Hertha BSC                                                                                            | Neuer Kimmich, Pavard, Süle, Alaba Tolisso, Thiago, Müller (85' Sanches) Gnabry (87' Davies), Lewandowski, Coman                                                     | 71' Müller 76' Lewandowski 76' Pavard                              |
| 16 augustus 2019 20:30 Allianz Arena München 75.000 toeschouwers              | Gnabry Lewandowski 24' Lewandowski 60' (pen.)                                                                                     | 1–0 1–1 1–2 2–2 Report             | 36' Lukebakio Duda 39' Grujic Ibisevic                                                                | Neuer Kimmich, Pavard, Süle, Alaba Tolisso, Thiago, Müller (85' Sanches) Gnabry (87' Davies), Lewandowski, Coman                                                     | 71' Müller 76' Lewandowski 76' Pavard                              |
| 24 augustus 2019 18:30 Veltins-Arena Gelsenkirchen 62.271 toeschouwers        | Schalke 04 | 0–3                                | Bayern München                                                                                        | Neuer Pavard, Süle, Hernández (77' Martínez), Alaba Tolisso, Kimmich, Müller (57' Coutinho) Gnabry (57' Perišić), Lewandowski, Coman                                 |                                                                    |
| 24 augustus 2019 18:30 Veltins-Arena Gelsenkirchen 62.271 toeschouwers        | | 0–1 0–2 0–3 Report                 | 20' (pen.) Lewandowski 50' Lewandowski 75' Lewandowski Coman                                          | Neuer Pavard, Süle, Hernández (77' Martínez), Alaba Tolisso, Kimmich, Müller (57' Coutinho) Gnabry (57' Perišić), Lewandowski, Coman                                 |                                                                    |
| 31 augustus 2019 15:30 Allianz Arena München 75.000 toeschouwers              | Bayern München | 6–1                                | FSV Mainz 05                                                                                          | Neuer Pavard, Süle, Hernández, Alaba Thiago (79' Cuisance), Kimmich Coman, Coutinho (67' Müller), Perišić (67' Davies) Lewandowski                                   | 20' Kimmich 73' Hernández 75' Thiago                               |
| 31 augustus 2019 15:30 Allianz Arena München 75.000 toeschouwers              | Perišić Pavard 36' 45' Alaba Pavard Perišić 54' Kimmich Coman 64' Müller Lewandowski 78' Müller Davies 80'                        | 0–1 1–1 2–1 3–1 4–1 5–1 6–1 Report | 6' Boëtius Pierre-Gabriel                                                                             | Neuer Pavard, Süle, Hernández, Alaba Thiago (79' Cuisance), Kimmich Coman, Coutinho (67' Müller), Perišić (67' Davies) Lewandowski                                   | 20' Kimmich 73' Hernández 75' Thiago                               |
| 14 september 2019 18:30 Red Bull Arena Leipzig 41.939 toeschouwers            | RB Leipzig | 1–1                                | Bayern München                                                                                        | Neuer Pavard, Süle, Boateng, Hernández Thiago (88' Coutinho), Kimmich Coman, Müller (63' Tolisso), Gnabry (62' Davies) Lewandowski                                   | 26' Lewandowski 57' Boateng                                        |
| 14 september 2019 18:30 Red Bull Arena Leipzig 41.939 toeschouwers            | Forsberg 45+3' (pen.) | 0–1 1–1 Report                     | 3' Lewandowski Müller                                                                                 | Neuer Pavard, Süle, Boateng, Hernández Thiago (88' Coutinho), Kimmich Coman, Müller (63' Tolisso), Gnabry (62' Davies) Lewandowski                                   | 26' Lewandowski 57' Boateng                                        |
| 21 september 2019 15:30 Allianz Arena München 75.000 toeschouwers             | Bayern München | 4–0                                | FC Köln                                                                                               | Neuer Pavard, Süle, Boateng (59' Martínez), Hernández Tolisso, Kimmich (71' Cuisance) Gnabry, Coutinho, Perišić Lewandowski (71' Müller)                             | 31' Boateng 67' Hernández 74' Martínez 83' Cuisance                |
| 21 september 2019 15:30 Allianz Arena München 75.000 toeschouwers             | Kimmich Lewandowski 3' Kimmich Lewandowski 48' Coutinho 62' (pen.) Coutinho Perišić 73'                                           | 1–0 2–0 3–0 4–0 Report             | | Neuer Pavard, Süle, Boateng (59' Martínez), Hernández Tolisso, Kimmich (71' Cuisance) Gnabry, Coutinho, Perišić Lewandowski (71' Müller)                             | 31' Boateng 67' Hernández 74' Martínez 83' Cuisance                |
| 28 september 2019 15:30 Benteler-Arena Paderborn 15.000 toeschouwers          | Paderborn 07 | 2–3                                | Bayern München                                                                                        | Neuer Pavard, Süle, Boateng, Hernández (46' Davies) Thiago (46' Martínez), Kimmich Gnabry, Coutinho, Coman Lewandowski (80' Müller)                                  | 43' Süle                                                           |
| 28 september 2019 15:30 Benteler-Arena Paderborn 15.000 toeschouwers          | Dräger Pröger 68' Collins 84' | 0–1 0–2 1–2 1–3 2–3 Report         | 15' Gnabry Coutinho 55' Coutinho Gnabry 79' Lewandowski Süle                                          | Neuer Pavard, Süle, Boateng, Hernández (46' Davies) Thiago (46' Martínez), Kimmich Gnabry, Coutinho, Coman Lewandowski (80' Müller)                                  | 43' Süle                                                           |
| 5 oktober 2019 15:30 Allianz Arena München 75.000 toeschouwers                | Bayern München | 1–2                                | 1899 Hoffenheim                                                                                       | Neuer Kimmich, Süle, Boateng, Pavard Thiago, Tolisso (60' Perišić) Coman (60' Müller), Coutinho, Gnabry Lewandowski                                                  | 45+3' Thiago 90+5' Perišić                                         |
| 5 oktober 2019 15:30 Allianz Arena München 75.000 toeschouwers                | Müller Lewandowski 73' | 0–1 1–1 1–2 Report                 | 54' Adamyan Geiger 79' Adamyan Skov                                                                   | Neuer Kimmich, Süle, Boateng, Pavard Thiago, Tolisso (60' Perišić) Coman (60' Müller), Coutinho, Gnabry Lewandowski                                                  | 45+3' Thiago 90+5' Perišić                                         |
| 19 oktober 2019 15:30 WWK ARENA Augsburg 30.660 toeschouwers                  | FC Augsburg | 2–2                                | Bayern München                                                                                        | Neuer Kimmich, Pavard, Süle (12' Alaba), Hernández Thiago, Martínez Gnabry (86' Goretzka), Coutinho (80' Müller), Coman Lewandowski                                  | 37' Kimmich 43' Thiago 84' Martínez                                |
| 19 oktober 2019 15:30 WWK ARENA Augsburg 30.660 toeschouwers                  | Khedira Richter 1' Córdova Finnbogason 90+1'                                                                                      | 1–0 1–1 1–2 2–2 Report             | 14' Lewandowski Gnabry 49' Gnabry Coutinho                                                            | Neuer Kimmich, Pavard, Süle (12' Alaba), Hernández Thiago, Martínez Gnabry (86' Goretzka), Coutinho (80' Müller), Coman Lewandowski                                  | 37' Kimmich 43' Thiago 84' Martínez                                |
| 26 oktober 2019 15:30 Allianz Arena München 75.000 toeschouwers               | Bayern München | 2–1                                | Union Berlin                                                                                          | Neuer Kimmich, Pavard, Boateng, Davies Thiago Coman (65' Gnabry), Coutinho (86' Goretzka), Müller, Perišić (76' Tolisso) Lewandowski                                 |                                                                    |
| 26 oktober 2019 15:30 Allianz Arena München 75.000 toeschouwers               | Pavard 13' Lewandowski 53' | 1–0 2–0 2–1 Report                 | 86' (pen.) Polter                                                                                     | Neuer Kimmich, Pavard, Boateng, Davies Thiago Coman (65' Gnabry), Coutinho (86' Goretzka), Müller, Perišić (76' Tolisso) Lewandowski                                 |                                                                    |
| 2 november 2019 15:30 Commerzbank-Arena Frankfurt am Main 51.500 toeschouwers | Eintracht Frankfurt | 5–1                                | Bayern München                                                                                        | Neuer Pavard, Boateng, Alaba, Davies Thiago, Kimmich Müller (64' Martínez), Coutinho (57' Coman), Gnabry (69' Goretzka) Lewandowski                                  | 9' Boateng 51' Ulreich 72' Kimmich                                 |
| 2 november 2019 15:30 Commerzbank-Arena Frankfurt am Main 51.500 toeschouwers | Kostic 25' Sow 33' Da Costa Abraham 49' Kostic Hinterreger 61' Silva Paciência 85'                                                | 1–0 2–0 2–1 3–1 4–1 5–1 Report     | 37' Lewandowski Davies                                                                                | Neuer Pavard, Boateng, Alaba, Davies Thiago, Kimmich Müller (64' Martínez), Coutinho (57' Coman), Gnabry (69' Goretzka) Lewandowski                                  | 9' Boateng 51' Ulreich 72' Kimmich                                 |
| 9 november 2019 18:30 Allianz Arena München 75.000 toeschouwers               | Bayern München | 4–0                                | Borussia Dortmund                                                                                     | Neuer Pavard, Martínez, Alaba, Davies Goretzka (72' Thiago), Kimmich, Müller Gnabry (70' Coutinho), Lewandowski, Coman (75' Perišić)                                 | 67' Coman 90+1' Kimmich                                            |
| 9 november 2019 18:30 Allianz Arena München 75.000 toeschouwers               | Pavard Lewandowski 17' Müller Gnabry 48' Müller Lewandowski 76' Hummels 79' (e.d.)                                                | 1–0 2–0 3–0 4–0 Report             | | Neuer Pavard, Martínez, Alaba, Davies Goretzka (72' Thiago), Kimmich, Müller Gnabry (70' Coutinho), Lewandowski, Coman (75' Perišić)                                 | 67' Coman 90+1' Kimmich                                            |
| 23 november 2019 15:30 Merkur Spiel-Arena Düsseldorf 53.000 toeschouwers      | Fortuna Düsseldorf | 0–4                                | Bayern München                                                                                        | Neuer Pavard, Martínez, Alaba, Davies Kimmich (76' Goretzka) Gnabry (63' Perišić), Tolisso (71' Thiago), Müller, Coutinho Lewandowski                                | 22' Martínez                                                       |
| 23 november 2019 15:30 Merkur Spiel-Arena Düsseldorf 53.000 toeschouwers      | | 0–1 0–2 0–3 0–4 Report             | 11' Kimmich Müller 27' Tolisso Gnabry 34' Gnabry Müller 70' Coutinho Lewandowski                      | Neuer Pavard, Martínez, Alaba, Davies Kimmich (76' Goretzka) Gnabry (63' Perišić), Tolisso (71' Thiago), Müller, Coutinho Lewandowski                                | 22' Martínez                                                       |
| 30 november 2019 18:30 Allianz Arena München 75.000 toeschouwers              | Bayern München | 1–2                                | Bayer Leverkusen                                                                                      | Neuer Pavard, Martínez (81' Thiago), Alaba, Davies Goretzka, Kimmich Gnabry, Müller (69' Coutinho), Perišić (69' Coman) Lewandowski                                  | 90+6' Goretzka                                                     |
| 30 november 2019 18:30 Allianz Arena München 75.000 toeschouwers              | Goretzka Müller 34' | 0–1 1–1 1–2 Report                 | 10' Bailey Volland 35' Bailey Volland                                                                 | Neuer Pavard, Martínez (81' Thiago), Alaba, Davies Goretzka, Kimmich Gnabry, Müller (69' Coutinho), Perišić (69' Coman) Lewandowski                                  | 90+6' Goretzka                                                     |
| 7 december 2019 15:30 Borussia-Park Mönchengladbach 54.022 toeschouwers       | Borussia Mönchengladbach | 2–1                                | Bayern München                                                                                        | Neuer Kimmich, Boateng (68' Martínez), Alaba, Davies Goretzka, Thiago, Tolisso (20' Perišić) Müller, Lewandowski, Coman                                              | 62' Boateng 82' Martínez 86' Lewandowski 90' Martínez 90+2' Thiago |
| 7 december 2019 15:30 Borussia-Park Mönchengladbach 54.022 toeschouwers       | Hofmann Bensebaini 60' Bensebaini 90+2' (pen.)                                                                                    | 0–1 1–1 2–1 Report                 | 49' Perišić Müller                                                                                    | Neuer Kimmich, Boateng (68' Martínez), Alaba, Davies Goretzka, Thiago, Tolisso (20' Perišić) Müller, Lewandowski, Coman                                              | 62' Boateng 82' Martínez 86' Lewandowski 90' Martínez 90+2' Thiago |
| 14 december 2019 15:30 Allianz Arena München 75.000 toeschouwers              | Bayern München | 6–1                                | Werder Bremen                                                                                         | Neuer Pavard, Boateng (46' Perišić), Alaba, Davies Goretzka (70' Müller), Kimmich, Thiago Gnabry, Lewandowski, Coutinho (82' Singh)                                  | 16' Pavard 18' Boateng                                             |
| 14 december 2019 15:30 Allianz Arena München 75.000 toeschouwers              | Gnabry Coutinho 45' Coutinho Lewandowski 45+4' Alaba Coutinho 63' Müller Lewandowski 72' Coutinho Müller 75' Perišić Coutinho 78' | 0–1 1–1 2–1 3–1 4–1 5–1 6–1 Report | 24' Rashica Klaassen                                                                                  | Neuer Pavard, Boateng (46' Perišić), Alaba, Davies Goretzka (70' Müller), Kimmich, Thiago Gnabry, Lewandowski, Coutinho (82' Singh)                                  | 16' Pavard 18' Boateng                                             |
| 18 december 2019 20:30 Schwarzwald-Stadion Freiburg 24.000 toeschouwers       | SC Freiburg | 1–3                                | Bayern München                                                                                        | Neuer Kimmich, Pavard, Alaba, Davies Coutinho (90' Zirkzee), Thiago, Müller (63' Martínez) Gnabry, Lewandowski, Perišić                                              | 50' Müller 69' Lewandowski 89' Thiago                              |
| 18 december 2019 20:30 Schwarzwald-Stadion Freiburg 24.000 toeschouwers       | Haberer Grifo 59' | 0–1 1–1 1–2 1–3 Report             | 16' Lewandowski Davies 90+2' Zirkzee Gnabry 90+5' Gnabry                                              | Neuer Kimmich, Pavard, Alaba, Davies Coutinho (90' Zirkzee), Thiago, Müller (63' Martínez) Gnabry, Lewandowski, Perišić                                              | 50' Müller 69' Lewandowski 89' Thiago                              |
| 21 december 2019 15:30 Allianz Arena München 75.000 toeschouwers              | Bayern München | 2–0                                | VfL Wolfsburg                                                                                         | Neuer Pavard, Martínez (45+3' Boateng), Alaba, Davies Coutinho (83' Zirkzee), Kimmich, Müller Gnabry (90+1' Dajaku), Lewandowski, Perišić                            | 47' Kimmich 76' Müller                                             |
| 21 december 2019 15:30 Allianz Arena München 75.000 toeschouwers              | Müller Zirkzee 85' Lewandowski Gnabry 89'                                                                                         | 1–0 2–0 Report                     | | Neuer Pavard, Martínez (45+3' Boateng), Alaba, Davies Coutinho (83' Zirkzee), Kimmich, Müller Gnabry (90+1' Dajaku), Lewandowski, Perišić                            | 47' Kimmich 76' Müller                                             |
| Terugronde                                                                    | |                                    | | |                                                                    |
| 19 januari 2020 15:30 Olympiastadion Berlijn 74.475 toeschouwers              | Hertha BSC | 0–4                                | Bayern München                                                                                        | Neuer Pavard, Alaba, Boateng, Davies (80' Dajaku) Goretzka, Thiago Müller (87' Gnabry), Coutinho (83' Cuisance), Perišić Lewandowski                                 | 19' Pavard                                                         |
| 19 januari 2020 15:30 Olympiastadion Berlijn 74.475 toeschouwers              | | 0–1 0–2 0–3 0–4 Report             | 60' Müller Perišić 73' (pen.) Lewandowski 76' Thiago Goretzka 84' Perišić Müller                      | Neuer Pavard, Alaba, Boateng, Davies (80' Dajaku) Goretzka, Thiago Müller (87' Gnabry), Coutinho (83' Cuisance), Perišić Lewandowski                                 | 19' Pavard                                                         |
| 25 januari 2020 18:30 Allianz Arena 'München 75.000 toeschouwers              | Bayern München | 5–0                                | Schalke 04                                                                                            | Neuer Pavard, Boateng, Alaba, Davies Thiago (61' Coutinho), Kimmich, Goretzka (78' Tolisso) Müller, Lewandowski, Perišić (68' Gnabry)                                |                                                                    |
| 25 januari 2020 18:30 Allianz Arena 'München 75.000 toeschouwers              | Perišić Lewandowski 6' Goretzka Müller 45+2' Goretzka 50' Lewandowski Thiago 58' Coutinho Gnabry 89'                              | 1–0 2–0 3–0 4–0 5–0 Report         | | Neuer Pavard, Boateng, Alaba, Davies Thiago (61' Coutinho), Kimmich, Goretzka (78' Tolisso) Müller, Lewandowski, Perišić (68' Gnabry)                                |                                                                    |
| 1 februari 2020 15:30 Opel Arena Mainz' 33.305 toeschouwers                   | FSV Mainz 05 | 1–3                                | Bayern München                                                                                        | Neuer Pavard, Boateng, Alaba, Davies Goretzka (65' Coutinho), Kimmich, Thiago Müller (65' Gnabry), Lewandowski, Perišić (89' Tolisso)                                | 64' Goretzka                                                       |
| 1 februari 2020 15:30 Opel Arena Mainz' 33.305 toeschouwers                   | Brosinski St. Juste 45' | 0–1 0–2 0–3 1–3 Report             | 8' Lewandowski Pavard 14' Müller Goretzka 26' Thiago Davies                                           | Neuer Pavard, Boateng, Alaba, Davies Goretzka (65' Coutinho), Kimmich, Thiago Müller (65' Gnabry), Lewandowski, Perišić (89' Tolisso)                                | 64' Goretzka                                                       |
| 9 februari 2020 18:00 Allianz Arena München 75.000 toeschouwers               | Bayern München | 0–0                                | RB Leipzig                                                                                            | Neuer Pavard, Boateng (67' Hernández), Alaba, Davies Goretzka (85' Coman), Kimmich, Thiago Müller, Lewandowski, Gnabry (60' Coutinho)                                | 57' Kimmich 90+3' Pavard                                           |
| 9 februari 2020 18:00 Allianz Arena München 75.000 toeschouwers               | Report |                                    | | Neuer Pavard, Boateng (67' Hernández), Alaba, Davies Goretzka (85' Coman), Kimmich, Thiago Müller, Lewandowski, Gnabry (60' Coutinho)                                | 57' Kimmich 90+3' Pavard                                           |
| 16 februari 2020 15:30 RheinEnergieStadion Keulen 50.000 toeschouwers         | FC Köln | 1–4                                | Bayern München                                                                                        | Neuer Pavard, Boateng (46' Hernández), Alaba, Davies Thiago, Kimmich (59' Tolisso) Coman (79' Goretzka), Müller, Gnabry Lewandowski                                  | 28' Boateng 49' Thiago 82' Pavard                                  |
| 16 februari 2020 15:30 RheinEnergieStadion Keulen 50.000 toeschouwers         | Kainz Uth 70' | 0–1 0–2 0–3 0–4 1–4 Report         | 3' Lewandowski Müller 5' Coman Müller 12' Gnabry Kimmich 66' Gnabry Davies                            | Neuer Pavard, Boateng (46' Hernández), Alaba, Davies Thiago, Kimmich (59' Tolisso) Coman (79' Goretzka), Müller, Gnabry Lewandowski                                  | 28' Boateng 49' Thiago 82' Pavard                                  |
| 21 februari 2020 20:30 Allianz Arena München 75.000 toeschouwers              | Bayern München | 3–2                                | Paderborn 07                                                                                          | Neuer Kimmich, Alaba, Hernández Odriozola (63' Coman), Thiago, Tolisso (87' Zirkzee), Davies Gnabry, Lewandowski, Coutinho (63' Müller)                              | 54' Hernández                                                      |
| 21 februari 2020 20:30 Allianz Arena München 75.000 toeschouwers              | Tolisso Tolisso 25' Gnabry Lewandowski 70' Gnabry Lewandowski 88'                                                                 | 1–0 1–1 2–1 2–2 3–2 Report         | 44' Srbeny Strohdiek 75' Michel                                                                       | Neuer Kimmich, Alaba, Hernández Odriozola (63' Coman), Thiago, Tolisso (87' Zirkzee), Davies Gnabry, Lewandowski, Coutinho (63' Müller)                              | 54' Hernández                                                      |
| 29 februari 2020 15:30 Rhein-Neckar-Arena Sinsheim 30.150 toeschouwers        | 1899 Hoffenheim | 0–6                                | Bayern München                                                                                        | Neuer Pavard, Boateng (46' Tolisso), Alaba, Davies (63' Hernández) Thiago, Kimmich Gnabry, Müller (56' Goretzka), Coutinho Zirkzee                                   |                                                                    |
| 29 februari 2020 15:30 Rhein-Neckar-Arena Sinsheim 30.150 toeschouwers        | | 0–1 0–2 0–3 0–4 0–5 0–6 Report     | 2' Gnabry Müller 7' Kimmich 15' Zirkzee Kimmich 33' Coutinho 47' Coutinho Müller 62' Goretzka Tolisso | Neuer Pavard, Boateng (46' Tolisso), Alaba, Davies (63' Hernández) Thiago, Kimmich Gnabry, Müller (56' Goretzka), Coutinho Zirkzee                                   |                                                                    |
| 8 maart 2020 15:30 Allianz Arena München 75.000 toeschouwers                  | Bayern München | 2–0                                | FC Augsburg                                                                                           | Neuer Pavard, Boateng, Alaba, Davies Thiago (85' Martínez), Kimmich Gnabry, Müller, Coutinho (85' Hernández) Zirkzee (70' Goretzka)                                  | 85' Thiago                                                         |
| 8 maart 2020 15:30 Allianz Arena München 75.000 toeschouwers                  | Boateng Müller 53' Gnabry Goretzka 90+1'                                                                                          | 1–0 2–0 Report                     | | Neuer Pavard, Boateng, Alaba, Davies Thiago (85' Martínez), Kimmich Gnabry, Müller, Coutinho (85' Hernández) Zirkzee (70' Goretzka)                                  | 85' Thiago                                                         |
| 17 mei 2020 18:00 Stadion An der alten Försterei Berlijn 0 toeschouwers       | Union Berlin | 0–2                                | Bayern München                                                                                        | Neuer Pavard, Boateng, Alaba, Davies Goretzka (71' Coman), Kimmich, Thiago Müller (90' Cuisance), Lewandowski, Gnabry (85' Perišić)                                  | 36' Davies                                                         |
| 17 mei 2020 18:00 Stadion An der alten Försterei Berlijn 0 toeschouwers       | | 0–1 0–2 Report                     | 40' (pen.) Lewandowski 80' Pavard Kimmich                                                             | Neuer Pavard, Boateng, Alaba, Davies Goretzka (71' Coman), Kimmich, Thiago Müller (90' Cuisance), Lewandowski, Gnabry (85' Perišić)                                  | 36' Davies                                                         |
| 23 mei 2020 18:30 Allianz Arena München 0 toeschouwers                        | Bayern München | 5–2                                | Eintracht Frankfurt                                                                                   | Neuer Pavard, Boateng (73' Hernández), Alaba, Davies Goretzka, Kimmich (85' Cuisance) Coman (85' Zirkzee), Müller, Perišić (64' Gnabry) Lewandowski                  |                                                                    |
| 23 mei 2020 18:30 Allianz Arena München 0 toeschouwers                        | Müller Goretzka 17' Davies Müller 41' Coman Lewandowski 46' Davies 61' Hinteregger 74' (e.d.)                                     | 1–0 2–0 3–0 3–1 3–2 4–2 5–2 Report | 52' Hinteregger Rode 55' Hinteregger Rode                                                             | Neuer Pavard, Boateng (73' Hernández), Alaba, Davies Goretzka, Kimmich (85' Cuisance) Coman (85' Zirkzee), Müller, Perišić (64' Gnabry) Lewandowski                  |                                                                    |
| 26 mei 2020 18:30 Signal Iduna Park Dortmund 0 toeschouwers                   | Borussia Dortmund | 0–1                                | Bayern München                                                                                        | Neuer Pavard, Boateng (85' Hernández), Alaba, Davies Goretzka, Kimmich Coman (73' Perišić), Müller, Gnabry (73' Martínez) Lewandowski                                | 66' Müller 74' Davies                                              |
| 26 mei 2020 18:30 Signal Iduna Park Dortmund 0 toeschouwers                   | | 0–1 Report                         | 41' Kimmich                                                                                           | Neuer Pavard, Boateng (85' Hernández), Alaba, Davies Goretzka, Kimmich Coman (73' Perišić), Müller, Gnabry (73' Martínez) Lewandowski                                | 66' Müller 74' Davies                                              |
| 30 mei 2020 18:30 Allianz Arena München 0 toeschouwers                        | Bayern München | 5–0                                | Fortuna Düsseldorf                                                                                    | Neuer Pavard (62' Odriozola), Hernández (46' Cuisance), Alaba, Davies Goretzka, Kimmich Coman (62' Perišić), Müller (75' Zirkzee), Gnabry (78' Meier)                |                                                                    |
| 30 mei 2020 18:30 Allianz Arena München 0 toeschouwers                        | Zanka 15' (e.d.) Kimmich Pavard 29' Müller Lewandowski 43' Gnabry Lewandowski 50' Davies 73'                                      | 1–0 2–0 3–0 4–0 5–0 Report         | | Neuer Pavard (62' Odriozola), Hernández (46' Cuisance), Alaba, Davies Goretzka, Kimmich Coman (62' Perišić), Müller (75' Zirkzee), Gnabry (78' Meier)                |                                                                    |
| 6 juni 2020 15:30 BayArena Leverkusen 0 toeschouwers                          | Bayer Leverkusen | 2–4                                | Bayern München                                                                                        | Neuer Pavard, Boateng, Alaba, Davies (85' Hernández) Goretzka (74' Martínez), Kimmich Coman (66' Perišić), Müller, Gnabry (74' Thiago) Lewandowski                   | 8' Coman 32' Lewandowski 40' Müller                                |
| 6 juni 2020 15:30 BayArena Leverkusen 0 toeschouwers                          | Baumgartlinger Alario 9' Paulinho Wirtz 89'                                                                                       | 1–0 1–1 1–2 1–3 1–4 2–4            | 27' Coman Goretzka 42' Goretzka Müller 45' Gnabry Kimmich 66' Lewandowski Müller                      | Neuer Pavard, Boateng, Alaba, Davies (85' Hernández) Goretzka (74' Martínez), Kimmich Coman (66' Perišić), Müller, Gnabry (74' Thiago) Lewandowski                   | 8' Coman 32' Lewandowski 40' Müller                                |
| 13 juni 2020 18:30 Allianz Arena München                                      | Bayern München | 2–1                                | Borussia Mönchengladbach                                                                              | Neuer Pavard, Boateng, Alaba, Hernández (62' Davies) Goretzka, Kimmich Gnabry, Cuisance (62' Coman), Perišić (88' Martínez) Zirkzee (77' Wriedt)                     |                                                                    |
| 13 juni 2020 18:30 Allianz Arena München                                      | Zirkzee 26' Pavard Goretzka 86'                                                                                                   | 1–0 1–1 2–1 Report                 | 37' (e.d.) Pavard                                                                                     | Neuer Pavard, Boateng, Alaba, Hernández (62' Davies) Goretzka, Kimmich Gnabry, Cuisance (62' Coman), Perišić (88' Martínez) Zirkzee (77' Wriedt)                     |                                                                    |
| 16 juni 2020 20:30 Weserstadion Bremen                                        | Werder Bremen | 0–1                                | Bayern München                                                                                        | Neuer Pavard, Boateng, Alaba, Davies Goretzka, Kimmich Coman, Müller, Gnabry (82' Hernández) Lewandowski                                                             | 19' Davies 79' Davies 89' Kimmich                                  |
| 16 juni 2020 20:30 Weserstadion Bremen                                        | | 0–1 Report                         | 43' Lewandowski Boateng                                                                               | Neuer Pavard, Boateng, Alaba, Davies Goretzka, Kimmich Coman, Müller, Gnabry (82' Hernández) Lewandowski                                                             | 19' Davies 79' Davies 89' Kimmich                                  |
| 20 juni 2020 15:30 Allianz Arena München 0 toeschouwers                       | Bayern München | 3–1                                | SC Freiburg                                                                                           | Ulreich Pavard, Martínez (84' Richards), Boateng, Hernández Goretzka, Kimmich Cuisance (64' Zirkzee), Müller (88' Musiala), Singh (64' Coman) Lewandowski            |                                                                    |
| 20 juni 2020 15:30 Allianz Arena München 0 toeschouwers                       | Lewandowski Kimmich 15' Lewandowski 24' Hernández Lewandowski 37'                                                                 | 1–0 2–0 2–1 3–1 Report             | 33' Hönler Schmid                                                                                     | Ulreich Pavard, Martínez (84' Richards), Boateng, Hernández Goretzka, Kimmich Cuisance (64' Zirkzee), Müller (88' Musiala), Singh (64' Coman) Lewandowski            |                                                                    |
| 27 juni 2020 15:30 Volkswagen-Arena Wolfsburg 0 toeschouwers                  | VfL Wolfsburg | 0–4                                | Bayern München                                                                                        | Neuer Odriozola (62' Pavard), Boateng, Alaba (80' Hernández), Davies Cuisance, Goretzka (80' Kimmich) Gnabry (62' Coutinho), Müller, Coman (62' Perišić) Lewandowski |                                                                    |
| 27 juni 2020 15:30 Volkswagen-Arena Wolfsburg 0 toeschouwers                  | | 0–1 0–2 0–3 0–4 Report             | 4' Coman Müller 37' Cuisance Coman 72' (pen.) Lewandowski 79' Müller Perišić                          | Neuer Odriozola (62' Pavard), Boateng, Alaba (80' Hernández), Davies Cuisance, Goretzka (80' Kimmich) Gnabry (62' Coutinho), Müller, Coman (62' Perišić) Lewandowski |                                                                    |

## DFB-Pokal

### Toernooischema
|  | Eerste ronde | Eerste ronde    | Eerste ronde |  |   | Tweede ronde   | Tweede ronde | Tweede ronde |  |   | Achtste finale | Achtste finale | Achtste finale |   |                | Kwartfinale | Kwartfinale | Kwartfinale |   |                | Halve finale | Halve finale        | Halve finale |  |  | Finale | Finale           | Finale |
|  |              |                 |              |  |   |                |              |              |  |   |                |                |                |   |                |             |             |             |   |                |              |                     |              |  |  |        |                  |        |
|  | IV           | Energie Cottbus | 1            |  |   |                |              |              |  |   |                |                |                |   |                |             |             |             |   |                |              |                     |              |  |  |        |                  |        |
|  | I            | Bayern München  | 3            |  |   | II             | VfL Bochum   | 1            |  |   |                |                |                |   |                |             |             |             |   |                |              |                     |              |  |  |        |                  |        |
|  |              |                 |              |  | I | Bayern München | 2            |              |  | I | Bayern München | 4              |                |   |                |             |             |             |   |                |              |                     |              |  |  |        |                  |        |
|  |              |                 |              |  |   |                |              |              |  | I | TSG Hoffenheim | 3              |                |   | I              | Schalke 04  | 0           |             |   |                |              |                     |              |  |  |        |                  |        |
|  |              |                 |              |  |   |                |              |              |  |   |                |                |                | I | Bayern München | 1           |             |             | I | Bayern München | 2            |                     |              |  |  |        |                  |        |
|  |              |                 |              |  |   |                |              |              |  |   |                |                |                |   |                |             |             |             |   |                | I            | Eintracht Frankfurt | 1            |  |  | I      | Bayer Leverkusen | 2      |
|  |              |                 |              |  |   |                |              |              |  |   |                |                |                |   |                |             |             |             |   |                |              |                     |              |  |  | I      | Bayern München   | 4      |

### Wedstrijden
| Wedstrijddetails                                                            | Thuisploeg                                                                 | Uitslag                            | Uitploeg                                                                   | Opstelling | Kaarten                                  |
| --------------------------------------------------------------------------- | -------------------------------------------------------------------------- | ---------------------------------- | -------------------------------------------------------------------------- | --- | ---------------------------------------- |
| Eerste ronde                                                                |                                                                            |                                    |                                                                            | |                                          |
| 12 augustus 2020 20:45 Stadion der Freundschaft Cottbus 20.602 toeschouwers | Energie Cottbus                                                            | 1–3                                | Bayern München                                                             | Neuer Kimmich, Pavard, Süle (89' Hernández), Alaba Sanches (63' Goretzka), Thiago, Tolisso Müller, Lewandowski, Coman (70' Gnabry)                 | 45' Thiago 50' Kimmich                   |
| 12 augustus 2020 20:45 Stadion der Freundschaft Cottbus 20.602 toeschouwers | Taz 90' (pen.)                                                             | 0–1 0–2 0–3 1–3 Report             | 32' Lewandowski 65' Coman Goretzka 85' Goretzka Gnabry                     | Neuer Kimmich, Pavard, Süle (89' Hernández), Alaba Sanches (63' Goretzka), Thiago, Tolisso Müller, Lewandowski, Coman (70' Gnabry)                 | 45' Thiago 50' Kimmich                   |
| Tweede ronde                                                                |                                                                            |                                    |                                                                            | |                                          |
| 29 oktober 2020 20:00 Imtech Arena Hamburg 26.600 toeschouwers              | VfL Bochum                                                                 | 1–2                                | Bayern München                                                             | Neuer Kimmich, Pavard, Boateng, Davies Goretzka (57' Coutinho), Thiago, Tolisso (65' Müller) Perišić (46' Lewandowski), Gnabry, Coman              |                                          |
| 29 oktober 2020 20:00 Imtech Arena Hamburg 26.600 toeschouwers              | Davies 36' (e.d.)                                                          | 1–0 1–1 1–2 Report                 | 83' Gnabry Kimmich 89' Müller Coman                                        | Neuer Kimmich, Pavard, Boateng, Davies Goretzka (57' Coutinho), Thiago, Tolisso (65' Müller) Perišić (46' Lewandowski), Gnabry, Coman              |                                          |
| Achtste finale                                                              |                                                                            |                                    |                                                                            | |                                          |
| 5 februari 2020 20:45 Allianz Arena München 71.500 toeschouwers             | Bayern München                                                             | 4–3                                | TSG Hoffenheim                                                             | Neuer Pavard, Boateng (83' Odriozola), Alaba, Davies Tolisso, Kimmich Gnabry, Müller (81' Cuisance), Gnabry Lewandowski (81' Zirkzee)              | 40' Tolisso 55' Pavard 84' Alaba         |
| 5 februari 2020 20:45 Allianz Arena München 71.500 toeschouwers             | Hübner 13' Alaba Müller 20' Müller Lewandowski 36' Kimmich Lewandowski 80' | 0–1 1–1 2–1 3–1 4–1 4–2 4–3 Report | 8' (e.d.) Boateng 82' Dubber Zuber 90+2' Dubber                            | Neuer Pavard, Boateng (83' Odriozola), Alaba, Davies Tolisso, Kimmich Gnabry, Müller (81' Cuisance), Gnabry Lewandowski (81' Zirkzee)              | 40' Tolisso 55' Pavard 84' Alaba         |
| Kwartfinale                                                                 |                                                                            |                                    |                                                                            | |                                          |
| 3 maart 2020 20:45 Veltins-Arena Gelsenkirchen 62.271 toeschouwers          | Schalke 04                                                                 | 0–1                                | Bayern München                                                             | Neuer Pavard, Kimmich, Alaba, Davies Thiago, Tolisso (85' Zirkzee) Gnabry, Goretzka, Coutinho Müller                                               |                                          |
| 3 maart 2020 20:45 Veltins-Arena Gelsenkirchen 62.271 toeschouwers          |                                                                            | 0–1 Report                         | 40' Kimmich                                                                | Neuer Pavard, Kimmich, Alaba, Davies Thiago, Tolisso (85' Zirkzee) Gnabry, Goretzka, Coutinho Müller                                               |                                          |
| Halve finale                                                                |                                                                            |                                    |                                                                            | |                                          |
| 10 juni 2020 20:45 Allianz Arena München 0 toeschouwers                     | Bayern München                                                             | 2–1                                | Eintracht Frankfurt                                                        | Neuer Pavard, Boateng, Alaba, Davies Goretzka (86' Martínez), Kimmich Coman (61' Thiago), Müller, Perišić (61' Hernández), Lewandowski             | 44' Perišić 90+3' Hernández 113' Benatia |
| 10 juni 2020 20:45 Allianz Arena München 0 toeschouwers                     | Müller Perišić 14' Kimmich Lewandowski 74'                                 | 1–0 1–1 2–1 Report                 | 69' Da Costa                                                               | Neuer Pavard, Boateng, Alaba, Davies Goretzka (86' Martínez), Kimmich Coman (61' Thiago), Müller, Perišić (61' Hernández), Lewandowski             | 44' Perišić 90+3' Hernández 113' Benatia |
| Finale                                                                      |                                                                            |                                    |                                                                            | |                                          |
| 4 juli 2020 20:00 Olympiastadion Berlijn 0 toeschouwers                     | Bayer Leverkusen                                                           | 2–4                                | Bayern München                                                             | Neuer Pavard, Boateng (69' Hernández), Alaba, Davies Goretzka, Kimmich Gnabry (87' Coutinho), Müller (87' Thiago), Coman (65' Perišić) Lewandowski | 67' Lewandowski                          |
| 4 juli 2020 20:00 Olympiastadion Berlijn 0 toeschouwers                     | Demirbay Bender 63' Havertz 90+5'                                          | 0–1 0–2 0–3 1–3 1–4 2–4 Report     | 16' Alaba 24' Gnabry Kimmich 59' Lewandowski Neuer 89' Lewandowski Perišić | Neuer Pavard, Boateng (69' Hernández), Alaba, Davies Goretzka, Kimmich Gnabry (87' Coutinho), Müller (87' Thiago), Coman (65' Perišić) Lewandowski | 67' Lewandowski                          |

## UEFA Champions League

### Eindstand Groep C
| Club               | Wed | Win | Gel | Ver | DV | DT | +/− | Pnt |
| ------------------ | --- | --- | --- | --- | -- | -- | --- | --- |
| Bayern München     | 6   | 6   | 0   | 0   | 24 | 5  | +19 | 18  |
| Tottenham Hotspur  | 6   | 3   | 1   | 2   | 18 | 14 | +4  | 10  |
| Olympiakos Piraeus | 6   | 1   | 1   | 4   | 8  | 14 | −6  | 4   |
| Rode Ster Belgrado | 6   | 1   | 0   | 3   | 20 | 14 | −17 | 3   |

### Toernooischema knock-outfase
|  | 1/8 Finale         | 1/8 Finale     | 1/8 Finale |  |                    | 1/4 Finale      | 1/4 Finale   | 1/4 Finale |  |                    | 1/2 Finale         | 1/2 Finale | 1/2 Finale |                    |                    | Finale              | Finale | Finale |  |  |  |  |  |  |  |  |  |  |
|  |                    |                |            |  |                    |                 |              |            |  |                    |                    |            |            |                    |                    |                     |        |        |  |  |  |  |  |  |  |  |  |  |
|  | Vlag van Engeland  | Chelsea FC     | ( 0, 1 ) 1 |  |                    |                 |              |            |  |                    |                    |            |            |                    |                    |                     |        |        |  |  |  |  |  |  |  |  |  |  |
|  | Vlag van Duitsland | Bayern München | ( 3, 4 ) 7 |  |                    | Vlag van Spanje | FC Barcelona | 2          |  |                    |                    |            |            |                    |                    |                     |        |        |  |  |  |  |  |  |  |  |  |  |
|  |                    |                |            |  | Vlag van Duitsland | Bayern München  | 8            |            |  | Vlag van Frankrijk | Olympique Lyonnais | 0          |            |                    |                    |                     |        |        |  |  |  |  |  |  |  |  |  |  |
|  |                    |                |            |  |                    |                 |              |            |  | Vlag van Duitsland | Bayern München     | 3          |            |                    | Vlag van Frankrijk | Paris Saint-Germain | 0      |        |  |  |  |  |  |  |  |  |  |  |
|  |                    |                |            |  |                    |                 |              |            |  |                    |                    |            |            | Vlag van Duitsland | Bayern München     | 1                   |        |        |  |  |  |  |  |  |  |  |  |  |
|  |                    |                |            |  |                    |                 |              |            |  |                    |                    |            |            |                    |                    |                     |        |        |  |  |  |  |  |  |  |  |  |  |
|  |                    |                |            |  |                    |                 |              |            |  |                    |                    |            |            |                    |                    |                     |        |        |  |  |  |  |  |  |  |  |  |  |

### Wedstrijden
| UEFA Champions League                                                         |                                                                                                  |                                                | | |                                             |
| Wedstrijddetails                                                              | Thuisploeg                                                                                       | Uitslag                                        | Uitploeg | Opstelling | Kaarten                                     |
| Groepsfase                                                                    |                                                                                                  |                                                | | |                                             |
| 18 september 2019 21:00 Allianz Arena München 70.000 toeschouwers             | Bayern München                                                                                   | 3–0                                            | Rode Ster Belgrado | Neuer Kimmich, Pavard, Süle, Hernández Tolisso (65' Martínez), Thiago, Coutinho (83' Müller) Coman, Lewandowski, Perišić                                          |                                             |
| 18 september 2019 21:00 Allianz Arena München 70.000 toeschouwers             | Perišić Coman 34' Lewandowski 80' Thiago Müller 90+1'                                            | 1–0 2–0 3–0 Report                             | | Neuer Kimmich, Pavard, Süle, Hernández Tolisso (65' Martínez), Thiago, Coutinho (83' Müller) Coman, Lewandowski, Perišić                                          |                                             |
| 1 oktober 2019 21:00 Tottenham Hotspur Stadium Londen 60.127 toeschouwers     | Tottenham Hotspur                                                                                | 2–7                                            | Bayern München | Neuer Pavard, Süle, Boateng (72' Martínez), Alaba (46' Thiago) Tolisso, Kimmich Coman (71' Perišić), Coutinho, Gnabry Lewandowski                                 | 25' Gnabry                                  |
| 1 oktober 2019 21:00 Tottenham Hotspur Stadium Londen 60.127 toeschouwers     | Sissoko Son 12' Kane 61' (pen.)                                                                  | 1–0 1–1 1–2 1–3 1–4 2–4 2–5 2–6 2–7 Report     | 15' Kimmich 45' Lewandowski Gnabry 53' Gnabry Pavard 55' Gnabry Tolisso 83' Gnabry Thiago 87' Lewandowski Coutinho 88' Gnabry Tolisso                                  | Neuer Pavard, Süle, Boateng (72' Martínez), Alaba (46' Thiago) Tolisso, Kimmich Coman (71' Perišić), Coutinho, Gnabry Lewandowski                                 | 25' Gnabry                                  |
| 22 oktober 2019 21:00 Georgios Karaiskákisstadion Piraeus 31.670 toeschouwers | Olympiakos Piraeus                                                                               | 2–3                                            | Bayern München | Neuer Kimmich, Pavard, Hernández (59' Boateng), Alaba Thiago, Martínez (46' Tolisso) Müller (86' Perišić), Gnabry, Coutinho Lewandowski                           | 50' Thiago 72' Neuer                        |
| 22 oktober 2019 21:00 Georgios Karaiskákisstadion Piraeus 31.670 toeschouwers | Tsimikas El Arabi 23' Lovera Guilherme 79'                                                       | 1–0 1–1 1–2 1–3 2–3 Report                     | 34' Lewandowski 62' Lewandowski Müller 75' Tolisso | Neuer Kimmich, Pavard, Hernández (59' Boateng), Alaba Thiago, Martínez (46' Tolisso) Müller (86' Perišić), Gnabry, Coutinho Lewandowski                           | 50' Thiago 72' Neuer                        |
| 6 november 2019 18:55 Allianz Arena München 63.646 toeschouwers               | Bayern München                                                                                   | 2–0                                            | Olympiakos Piraeus | Neuer Pavard, Martínez, Alaba, Davies Goretzka (82' Tolisso), Kimmich Coman (90+1' Coutinho), Müller, Gnabry (88' Perišić) Lewandowski                            |                                             |
| 6 november 2019 18:55 Allianz Arena München 63.646 toeschouwers               | Coman Lewandowski 69' Perišić 89'                                                                | 1–0 2–0 Report                                 | | Neuer Pavard, Martínez, Alaba, Davies Goretzka (82' Tolisso), Kimmich Coman (90+1' Coutinho), Müller, Gnabry (88' Perišić) Lewandowski                            |                                             |
| 26 november 2019 21:00 Rode Sterstadion Belgrado 44.118 toeschouwers          | Rode Ster Belgrado                                                                               | 0–6                                            | Bayern München | Neuer Pavard, Martínez (68' Kimmich), Boateng, Davies Goretzka, Thiago, Tolisso Coman, Lewandowski (77' Müller), Coutinho (60' Perišić)                           |                                             |
| 26 november 2019 21:00 Rode Sterstadion Belgrado 44.118 toeschouwers          |                                                                                                  | 0–1 0–2 0–3 0–4 0–5 0–6 Report                 | 14' Goretzka Coutinho 53' (pen.) Lewandowski 60' Lewandowski 64' Lewandowski Pavard 67' Lewandowski Perišić 89' Tolisso Perišić                                        | Neuer Pavard, Martínez (68' Kimmich), Boateng, Davies Goretzka, Thiago, Tolisso Coman, Lewandowski (77' Müller), Coutinho (60' Perišić)                           |                                             |
| 11 december 2019 21:00 Allianz Arena München 66.353 toeschouwers              | Bayern München                                                                                   | 3–1                                            | Tottenham Hotspur | Neuer Pavard, Martínez (87' Goretzka), Boateng, Davies Thiago, Kimmich, Coutinho Gnabry, Perišić (86' Zirkzee), Coman (27' Müller)                                | 36' Kimmich                                 |
| 11 december 2019 21:00 Allianz Arena München 66.353 toeschouwers              | Coman 14' Müller 45' Davies Coutinho 64'                                                         | 1–0 1–1 2–1 3–1 Report                         | 20' Sessegnon | Neuer Pavard, Martínez (87' Goretzka), Boateng, Davies Thiago, Kimmich, Coutinho Gnabry, Perišić (86' Zirkzee), Coman (27' Müller)                                | 36' Kimmich                                 |
| 1/8 finale                                                                    |                                                                                                  |                                                | | |                                             |
| 25 februari 2020 21:00 Stamford Bridge Londen 36.761 toeschouwers             | Chelsea FC                                                                                       | 0–3                                            | Bayern München | Neuer Pavard, Boateng, Alaba, Davies Thiago (90' Goretzka), Kimmich Coman (66' Coutinho), Müller, Gnabry (85' Tolisso) Lewandowski                                | 45+1' Thiago 49' Kimmich                    |
| 25 februari 2020 21:00 Stamford Bridge Londen 36.761 toeschouwers             |                                                                                                  | 0–1 0–2 0–3 Report                             | 51' Gnabry Lewandowski 54' Gnabry Lewandowski 76' Lewandowski Davies                                                                                                   | Neuer Pavard, Boateng, Alaba, Davies Thiago (90' Goretzka), Kimmich Coman (66' Coutinho), Müller, Gnabry (85' Tolisso) Lewandowski                                | 45+1' Thiago 49' Kimmich                    |
| 8 augustus 2020 21:00 Allianz Arena München 0 toeschouwers                    | Bayern München                                                                                   | 4–1                                            | Chelsea FC | Neuer Kimmich (71' Odriozola), Boateng (63' Süle), Alaba, Davies Goretzka, Thiago (71' Tolisso) Gnabry (81' Martínez), Müller, Perišić (64' Coutinho) Lewandowski |                                             |
| 8 augustus 2020 21:00 Allianz Arena München 0 toeschouwers                    | Lewandowski 10' (pen.) Lewandowski Perišić 24' Tolisso Lewandowski 76' Odriozola Lewandowski 83' | 1–0 2–0 2–1 3–1 4–1 Report                     | 44' Abraham | Neuer Kimmich (71' Odriozola), Boateng (63' Süle), Alaba, Davies Goretzka, Thiago (71' Tolisso) Gnabry (81' Martínez), Müller, Perišić (64' Coutinho) Lewandowski |                                             |
| Kwartfinale                                                                   |                                                                                                  |                                                | | |                                             |
| 14 augustus 2020 21:00 Estádio da Luz Lissabon 0 toeschouwers                 | FC Barcelona                                                                                     | 2–8                                            | Bayern München | Neuer Kimmich, Boateng (76' Süle), Alaba, Davies (84' Hernández) Goretzka (84' Tolisso), Thiago Gnabry (75' Coutinho), Müller, Perišić (67' Coman)                | 42' Boateng 52' Davies 85' Kimmich          |
| 14 augustus 2020 21:00 Estádio da Luz Lissabon 0 toeschouwers                 | Alaba 7' (e.d.) Alba Suárez 57'                                                                  | 0–1 1–1 1–2 1–3 1–4 2–4 2–5 2–6 2–7 2–8 Report | 4' Müller Lewandowski 21' Perišić Gnabry 27' Gnabry Goretzka 31' Müller Kimmich 63' Kimmich Davies 82' Lewandowski Coutinho 85' Coutinho Müller 89' Coutinho Hernández | Neuer Kimmich, Boateng (76' Süle), Alaba, Davies (84' Hernández) Goretzka (84' Tolisso), Thiago Gnabry (75' Coutinho), Müller, Perišić (67' Coman)                | 42' Boateng 52' Davies 85' Kimmich          |
| Halve finale                                                                  |                                                                                                  |                                                | | |                                             |
| 19 augustus 2020 21:00 Estádio José Alvalade Lissabon 0 toeschouwers          | Olympique Lyonnais                                                                               | 0–3                                            | Bayern München | Neuer Kimmich, Boateng (46' Süle), Alaba, Davies Goretzka (82' Pavard), Thiago (82' Tolisso) Gnabry (75' Coutinho), Müller, Perišić (63' Coman) Lewandowski       |                                             |
| 19 augustus 2020 21:00 Estádio José Alvalade Lissabon 0 toeschouwers          |                                                                                                  | 0–1 0–2 0–3 Report                             | 18' Gnabry Kimmich 33' Gnabry 88' Lewandowski Kimmich | Neuer Kimmich, Boateng (46' Süle), Alaba, Davies Goretzka (82' Pavard), Thiago (82' Tolisso) Gnabry (75' Coutinho), Müller, Perišić (63' Coman) Lewandowski       |                                             |
| Finale                                                                        |                                                                                                  |                                                | | |                                             |
| 23 augustus 2020 21:00 Estádio da Luz Lissabon 0 toeschouwers                 | Paris Saint-Germain                                                                              | 0–1                                            | Bayern München | Neuer Kimmich, Boateng (25' Süle), Alaba, Davies Thiago (86' Tolisso), Goretzka Gnabry (68' Coutinho), Müller, Coman (68' Perišić)                                | 28' Davies 52' Gnabry 56' Süle 90+4' Müller |
| 23 augustus 2020 21:00 Estádio da Luz Lissabon 0 toeschouwers                 |                                                                                                  | 0–1 Report                                     | 59' Coman Kimmich | Neuer Kimmich, Boateng (25' Süle), Alaba, Davies Thiago (86' Tolisso), Goretzka Gnabry (68' Coutinho), Müller, Coman (68' Perišić)                                | 28' Davies 52' Gnabry 56' Süle 90+4' Müller |

## Statistieken
Lijst van spelers die minstens één wedstrijd speelden. De spelers met de meeste wedstrijden zijn in het groen aangeduid, de speler met de meeste doelpunten in het geel.
| Nr. | Naam                 | Bundesliga | Bundesliga | DFB-Pokal | DFB-Pokal | Supercup | Supercup | Champions League | Champions League | Totaal | Totaal |
| Nr. | Naam                 | Wed        | Goals      | Wed       | Goals     | Wed      | Goals    | Wed              | Goals            | Wed    | Goals  |
| --- | -------------------- | ---------- | ---------- | --------- | --------- | -------- | -------- | ---------------- | ---------------- | ------ | ------ |
| 1.  | Manuel Neuer         | 33         | 0          | 6         | 0         | 1        | 0        | 11               | 0                | 51     | 0      |
| 2.  | Álvaro Odriozola     | 3          | 0          | 1         | 0         | 0        | 0        | 1                | 0                | 5      | 0      |
| 4.  | Niklas Süle          | 8          | 0          | 1         | 0         | 1        | 0        | 6                | 0                | 16     | 0      |
| 5.  | Benjamin Pavard      | 32         | 4          | 6         | 0         | 1        | 0        | 8                | 0                | 47     | 4      |
| 6.  | Thiago               | 24         | 3          | 5         | 0         | 1        | 0        | 10               | 0                | 40     | 3      |
| 8.  | Javi Martínez        | 16         | 0          | 1         | 0         | 0        | 0        | 7                | 0                | 24     | 0      |
| 9.  | Robert Lewandowski   | 31         | 34         | 5         | 6         | 1        | 0        | 10               | 15               | 47     | 55     |
| 10. | Philippe Coutinho    | 23         | 8          | 4         | 0         | 0        | 0        | 11               | 3                | 38     | 11     |
| 11. | Michaël Cuisance     | 9          | 1          | 1         | 0         | 0        | 0        | 0                | 0                | 10     | 1      |
| 14. | Ivan Perišić         | 22         | 4          | 3         | 1         | 0        | 0        | 10               | 3                | 35     | 8      |
| 16. | Leon Dajaku          | 2          | 0          | 0         | 0         | 0        | 0        | 0                | 0                | 2      | 0      |
| 17. | Jérôme Boateng       | 24         | 0          | 4         | 0         | 1        | 0        | 9                | 0                | 38     | 0      |
| 18. | Leon Goretzka        | 24         | 6          | 5         | 1         | 1        | 0        | 8                | 1                | 38     | 8      |
| 19. | Alphonso Davies      | 29         | 3          | 5         | 0         | 1        | 0        | 8                | 0                | 43     | 3      |
| 21. | Lucas Hernández      | 19         | 0          | 3         | 0         | 0        | 0        | 3                | 0                | 25     | 0      |
| 22. | Serge Gnabry         | 31         | 12         | 5         | 2         | 0        | 0        | 10               | 9                | 46     | 23     |
| 24. | Corentin Tolisso     | 13         | 1          | 4         | 0         | 1        | 0        | 10               | 3                | 28     | 4      |
| 25. | Thomas Müller        | 33         | 8          | 6         | 2         | 1        | 0        | 10               | 4                | 50     | 14     |
| 26. | Sven Ulreich         | 1          | 0          | 0         | 0         | 0        | 0        | 0                | 0                | 1      | 0      |
| 27. | David Alaba          | 28         | 1          | 5         | 1         | 1        | 0        | 8                | 0                | 42     | 2      |
| 28. | Sarpreet Singh       | 2          | 0          | 0         | 0         | 0        | 0        | 0                | 0                | 2      | 0      |
| 29. | Kingsley Coman       | 24         | 4          | 4         | 1         | 1        | 0        | 9                | 3                | 38     | 8      |
| 32. | Joshua Kimmich       | 33         | 4          | 6         | 1         | 1        | 0        | 11               | 2                | 51     | 7      |
| 34. | Oliver Batista Meier | 1          | 0          | 0         | 0         | 0        | 0        | 0                | 0                | 1      | 0      |
| 35. | Joshua Zirkzee       | 9          | 4          | 2         | 0         | 0        | 0        | 1                | 0                | 12     | 4      |
| 35. | Renato Sanches       | 1          | 0          | 1         | 0         | 1        | 0        | 0                | 0                | 3      | 0      |
| 38. | Kwasi Okyere Wriedt  | 1          | 0          | 0         | 0         | 0        | 0        | 0                | 0                | 1      | 0      |
| 41. | Chris Richards       | 1          | 0          | 0         | 0         | 0        | 0        | 0                | 0                | 1      | 0      |
| 42. | Jamal Musiala        | 1          | 0          | 0         | 0         | 0        | 0        | 0                | 0                | 1      | 0      |

## Individuele prijzen
| Prijs                                          | Winnaar                                                            | Ref.   |
| ---------------------------------------------- | ------------------------------------------------------------------ | ------ |
| The Best FIFA Men's Player                     | Robert Lewandowski                                                 | [ 5 ]  |
| The Best FIFA Men's Goalkeeper                 | Manuel Neuer                                                       | [ 6 ]  |
| FIFA FIFPro Men's World11                      | Alphonso Davies Joshua Kimmich Thiago Alcántara Robert Lewandowski | [ 7 ]  |
| UEFA Best Player in Europe                     | Robert Lewandowski                                                 | [ 8 ]  |
| UEFA Men's Coach of the Year                   | Hans-Dieter Flick                                                  | [ 9 ]  |
| Champions League Goalkeer of the Season        | Manuel Neuer                                                       | [ 10 ] |
| Champions League Defender of the Season        | Joshua Kimmich                                                     | [ 11 ] |
| Champions League Forward of the Season         | Robert Lewandowski                                                 | [ 12 ] |
| Duits voetballer van het jaar                  | Robert Lewandowski                                                 | [ 13 ] |
| Duits trainer van het jaar                     | Hans-Dieter Flick                                                  | [ 13 ] |
| Topscorer Bundesliga                           | Robert Lewandowski                                                 |        |
| Topscorer Champions League                     | Robert Lewandowski                                                 |        |
| Topscorer DFB-Pokal                            | Robert Lewandowski                                                 |        |
| Finale Champions League – Man van de wedstrijd | Kingsley Coman                                                     | [ 14 ] |

## Afbeeldingen

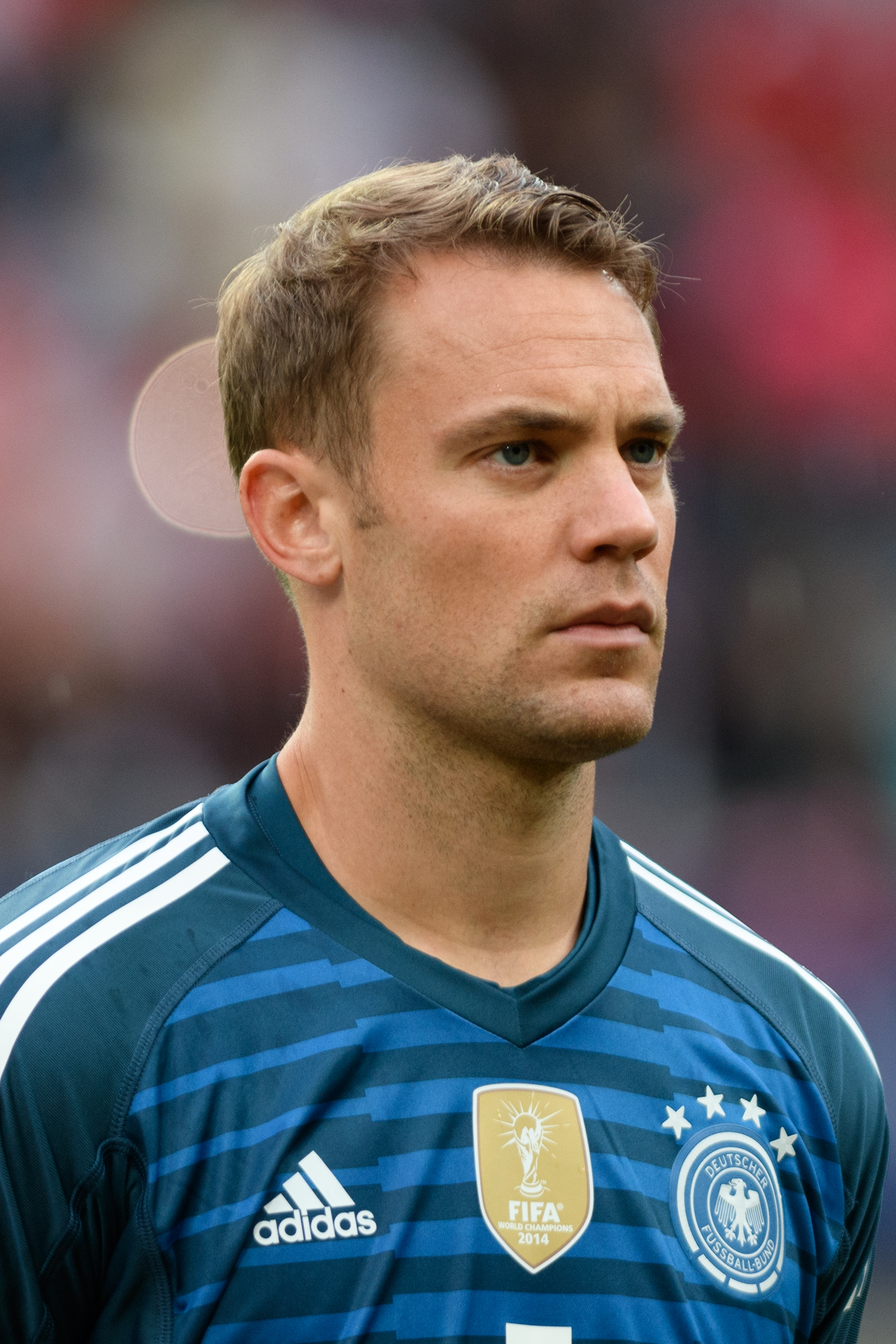
Manuel Neuer (doelman)
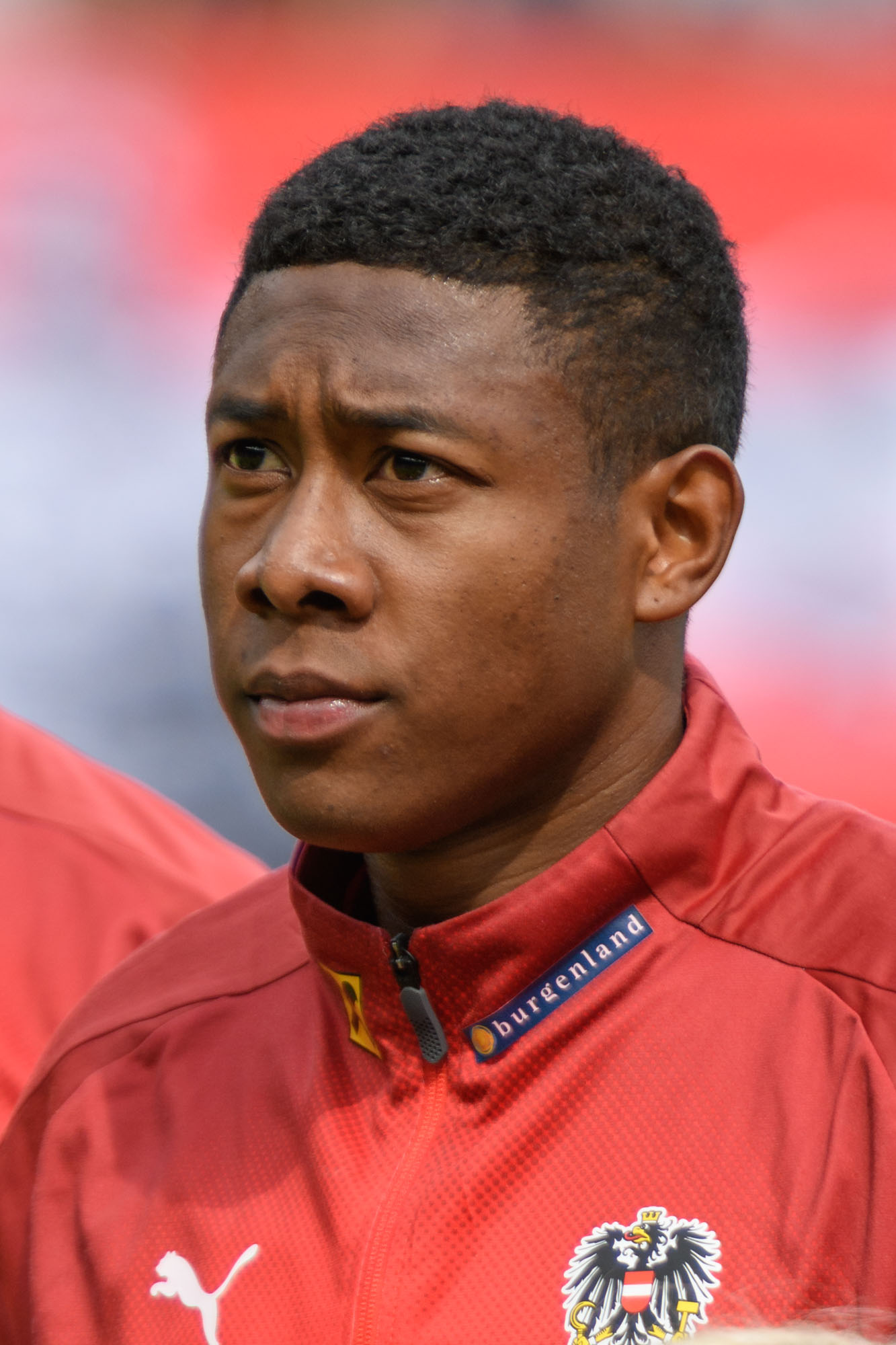
David Alaba (verdediger)
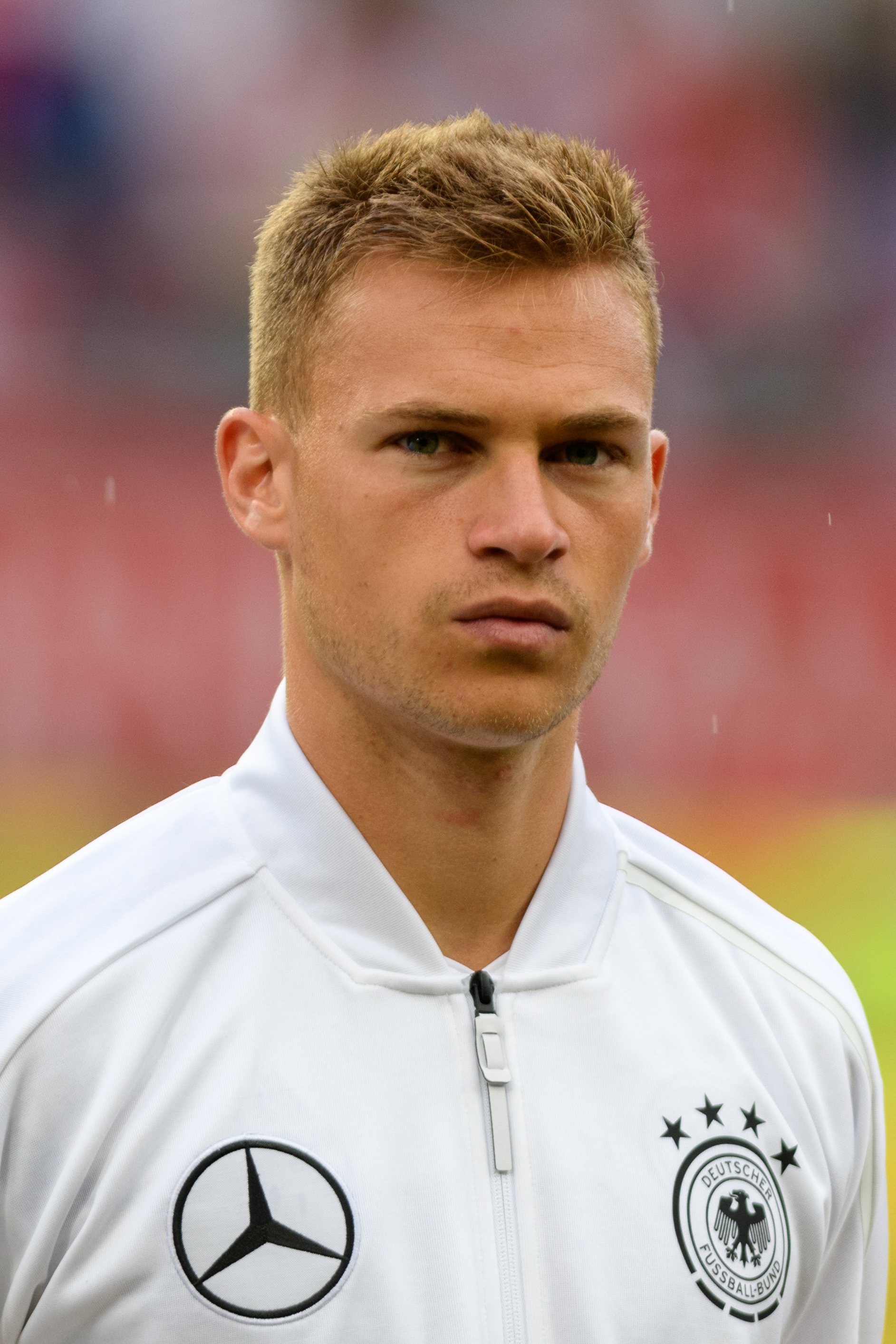
Joshua Kimmich (middenvelder)
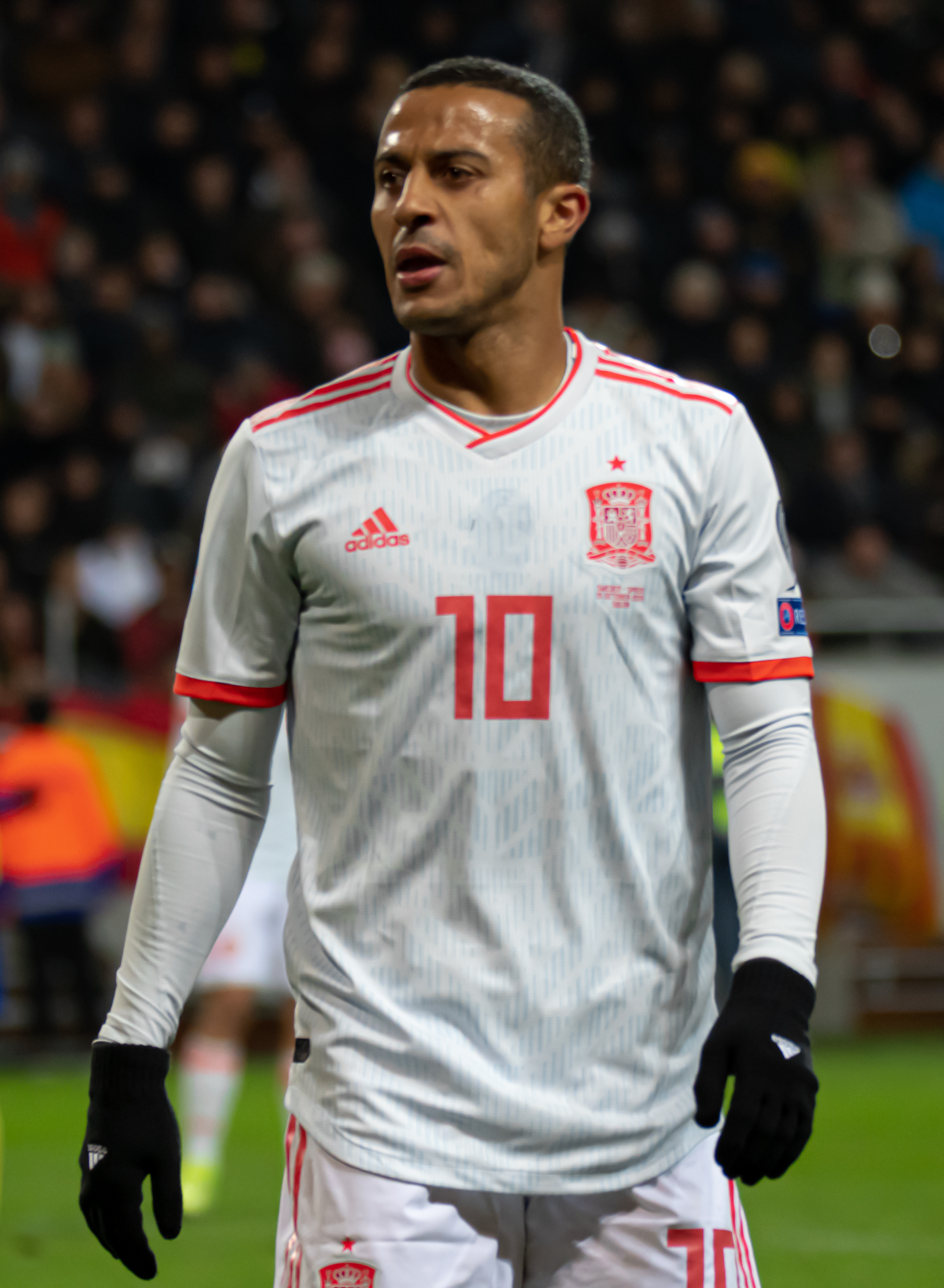
Thiago Alcántara (middenvelder)
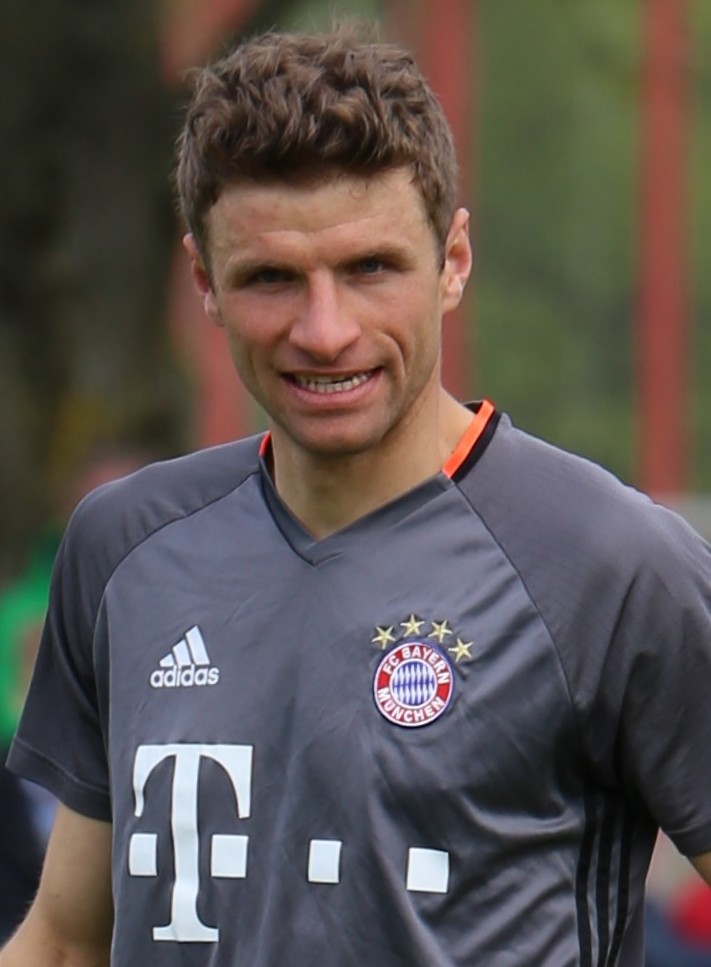
Thomas Müller (middenvelder)
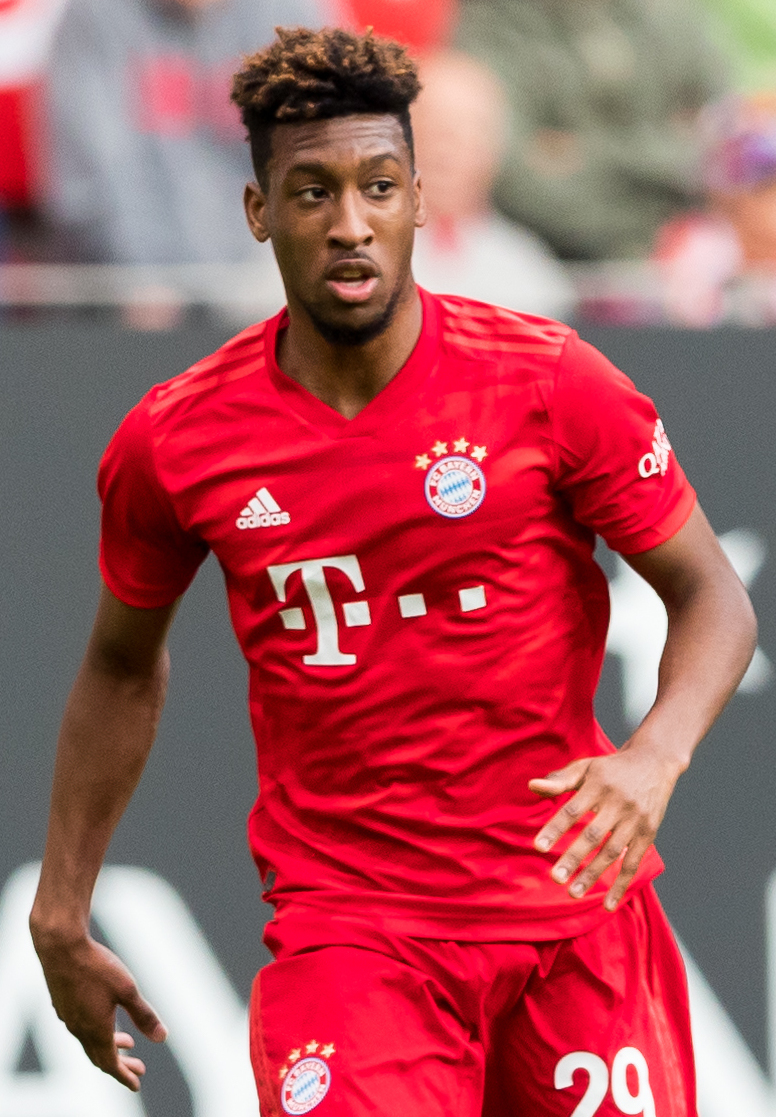
Kingsley Coman (aanvaller)
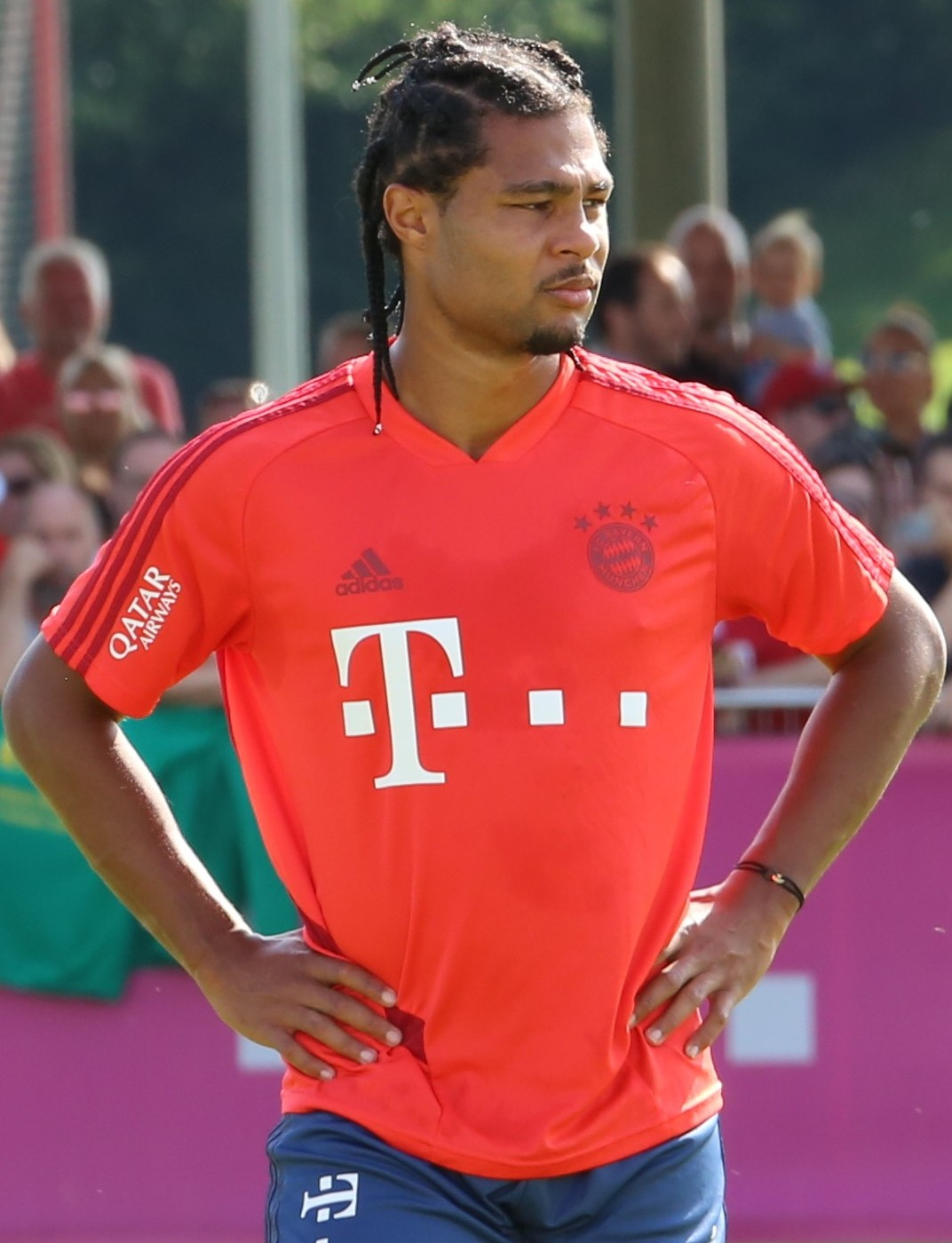
Serge Gnabry (aanvaller)
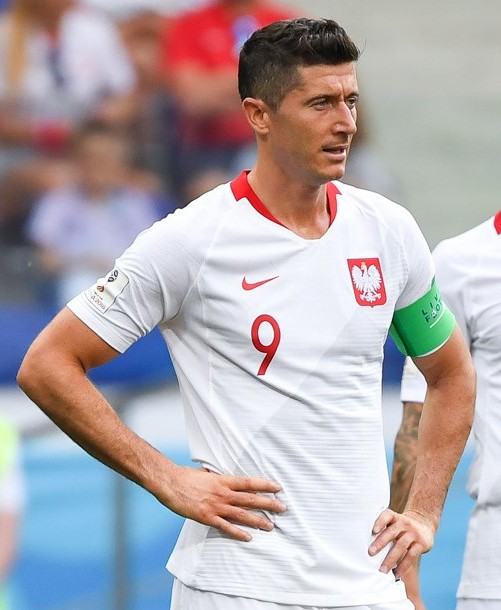
Robert Lewandowski (aanvaller)
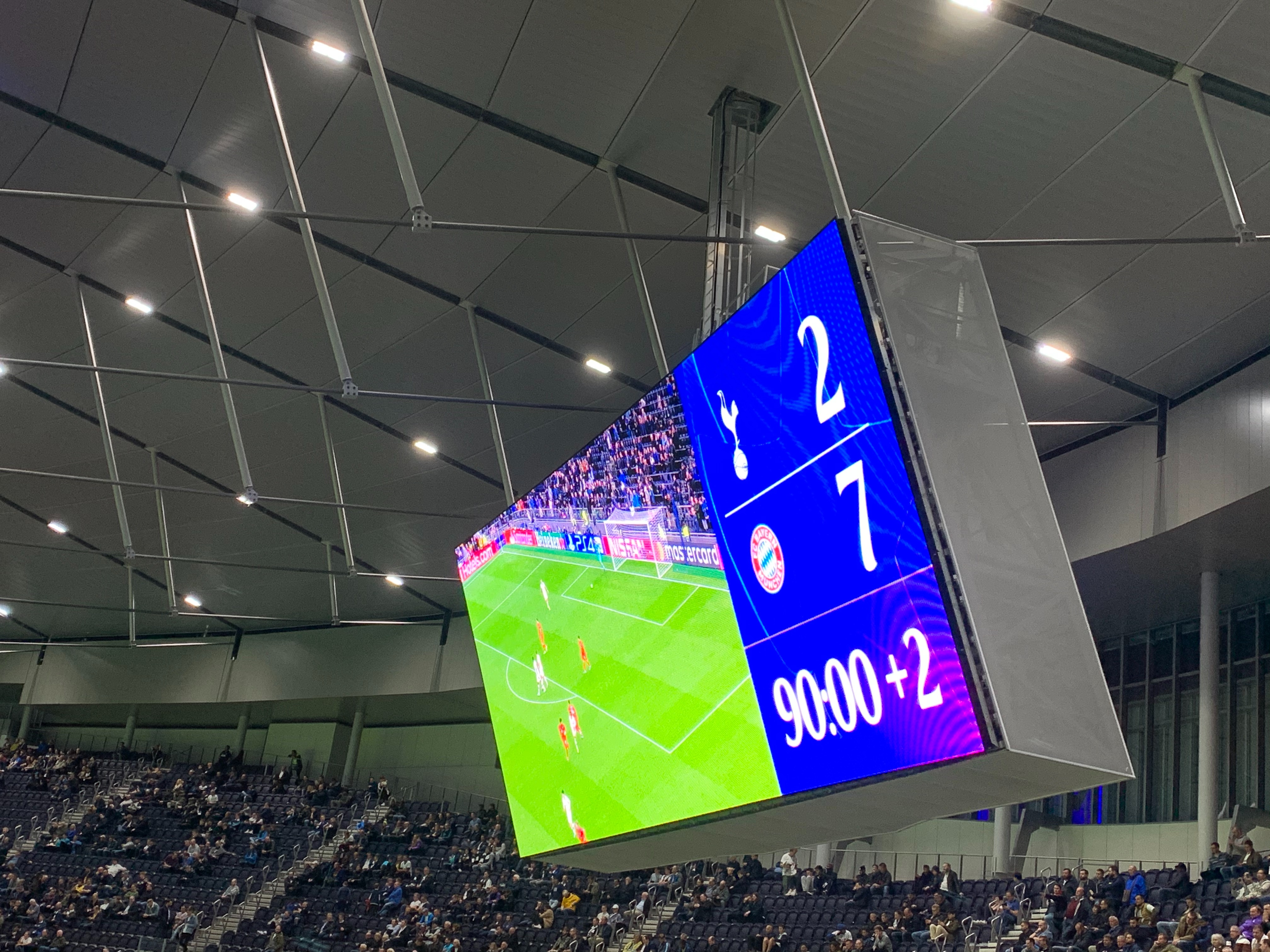
Het scorebord in de uitwedstrijd tegen Tottenham Hotspur in de Champions League